# Lijst van Madrilenen
Deze lijst geeft een opsomming van personen geboren en/of overleden zijn in de stad Madrid.

## Geboren in Madrid

### Voor 1600
- Maslama al-Majrati (ca. 960-1007), astronoom en wiskundige
- Johanna van Castilië (1462–1530), koningin van Portugal
- Lope de Vega (1562-1635), toneelschrijver en dichter
- Gabriel Tellez, bekend onder het pseudoniem Tirso de Molina (1571-1648), toneelschrijver en dichter
- Filips III van Spanje (1578-1621), koning van Spanje, Napels, Sicilië en (als Filips II) van Portugal

### 1600–1699
- Pedro Calderón de la Barca (1600-1681), dramaturg, toneelschrijver
- Juan II van Oostenrijk (1629-1679), veldheer en staatsman, landvoogd van de Zuidelijke Nederlanden
- Balthasar Karel (1629-1646), kroonprins van Spanje
- Maria Theresia van Spanje (1638-1683), koningin van Frankrijk
- Margaretha Theresia van Spanje (1651-1673), koningin- en keizerin-gemalin van het HRR, aartshertogin-gemalin van Oostenrijk, koningin-gemalin van Bohemen, koningin-gemalin van Hongarije
- Karel II van Spanje (1661-1700), koning van Spanje, Sicilië, Napels en Sardinië

### 1700–1799
- Lodewijk I van Spanje (1707-1724), koning van Spanje
- Ferdinand VI van Spanje (1713-1759), koning van Spanje
- Karel III van Spanje (1716-1788), koning van Spanje
- José del Castillo (1737-1793), kunstschilder
- Maria Isabella van Bourbon (1789-1848), infante van Spanje, koningin van Beide Siciliën
- Karel Lodewijk van Bourbon-Parma (1799-1883), infant van Spanje, koning van Etrurië, hertog van Lucca en hertog van Parma

### 1800–1899
- Louis Blanc (1811-1882), Frans politicus, journalist en historicus
- José Antonio Salcedo Ramírez (1816-1864), president van de Dominicaanse Republiek
- Carlos Luis de Borbón (1818-1861), Carlistisch troonpretendent
- Francisco Asenjo Barbieri (1823-1894), componist en dirigent
- Isabella II van Spanje (1830-1904), koningin van Spanje
- José Echegaray y Eizaguirre (1832-1916), wiskundige, minister, toneelschrijver en Nobelprijswinnaar (1904)
- Eduardo López Juarranz (1844-1897), componist
- Federico Chueca y Robres (1846-1908), componist
- Maria Isabella van Bourbon (1851-1931), infante van Spanje
- Alfons XII van Spanje (1857-1885), koning van Spanje
- Enrique Fernández Arbós (1863-1939), violist, componist en dirigent
- Jacinto Benavente (1866-1954), schrijver en Nobelprijswinnaar (1922)
- Francisco Largo Caballero (1869-1946), politicus
- Ricardo Villa González (1873-1935), componist
- Lodewijk Amadeus van Savoye (1873-1933), Italiaans marineofficier, ontdekkingsreiziger en alpinist
- Francisco Gómez-Jordana Sousa (1876-1944), politicus en militair
- Maria de las Mercedes van Spanje (1880-1904), prinses van Asturië
- Rafael el Gallo (1882-1960), torero
- José Ortega y Gasset (1883-1955), filosoof
- Alfons XIII van Spanje (1886-1941), koning van Spanje
- Domingo Julio Gómez García (1886-1973), componist
- Miguel Maura (1887-1971), politicus
- Juan Gris (1887-1927), kunstschilder
- Clara Campoamor (1888-1972), politica en feministe
- Pedro Salinas (1891-1951), schrijver
- Felipe Sánchez Román (1893-1956), republikeins politicus

### 1900–1929
- José Antonio Primo de Rivera (1903-1936), fascistisch (falangistisch) politicus
- Carlos Arias Navarro (1908-1989), fascistisch (falangistisch) politicus, premier van 31 december 1974 tot 1 juli 1976, bijgenaamd de 'slachter van Málaga'
- Maria de las Mercedes van Bourbon) (1910-2000), moeder van de Spaanse koning Juan Carlos
- Pablo Palazuelo (1915-2007), kunstschilder
- Jorge Semprún (1923-2011), auteur, politicus
- Fabiola Mora y Aragón (1928-2014), koningin van België

### 1930–1939
- Jesús Franco (1930-2013), filmregisseur
- Chus Lampreave (1930-2016), actrice
- Antonio Suárez (1932–1981), wielrenner
- Javier Echevarría Rodríguez (1932-2016), bisschop van de Rooms-Katholieke Kerk (Opus Dei)
- Aurelio Campa (1933-2020), voetballer
- Teresa Berganza (1935-2022), mezzosopraan
- José María Gil-Robles y Gil-Delgado (1935-2023), politicus
- Manuel Santana (1938-2021), tennisser

### 1940–1949

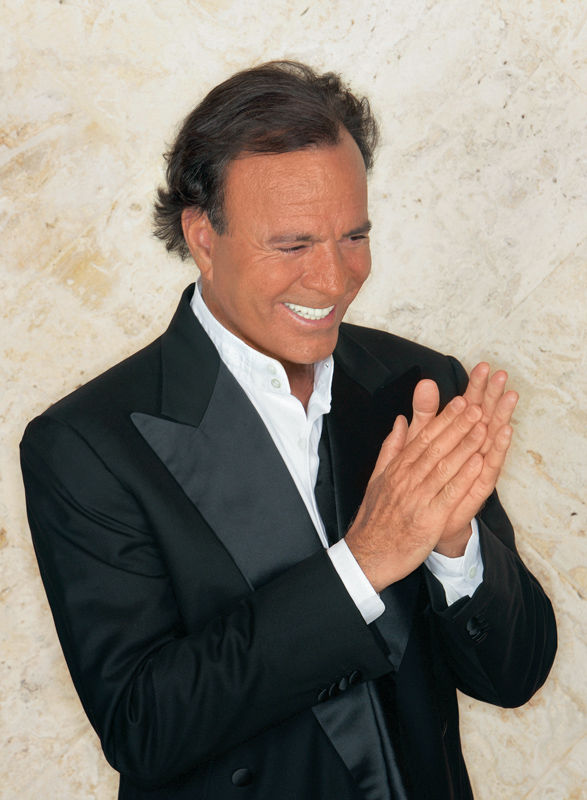
Zanger Julio Iglesias (1943)

- Plácido Domingo (1941), operazanger en dirigent
- Javier Solana (1942), politicus en secretaris-generaal van de NAVO (1995-1999)
- Francisco de Borbón y Escasany (1943-2025), zakenman
- Julio Iglesias (1943), zanger
- Enrique Barón Crespo (1944), minister en voorzitter van het Europees Parlement
- Carmen Maura (1945), actrice
- Marisa Paredes (1946-2024), actrice
- Massiel (1947), zangeres
- Rodrigo de Rato y Figaredo (1949), minister en directeur van het Internationaal Monetair Fonds

### 1950–1959
- Miguel Arias Cañete (1950), politicus
- Ana Belén (1951), zangeres en actrice
- Javier Marías (1951-2022), schrijver, vertaler en uitgever
- Esperanza Aguirre (1952), politica
- Jimmy Burns (1953), Brits journalist en publicist
- Juan Muñoz (1953-2001), kunstenaar
- José María Aznar (1953), premier van Spanje 1996-2004
- Maria Vladimirovna van Rusland (1953), een van de twee pretendenten van de vacante Russische troon
- Verónica Forqué (1955-2021), filmactrice
- Fernando Trueba (1955), filmregisseur
- Michael López-Alegría (1958), Spaans-Amerikaans ruimtevaarder
- César Vidal (1958), historicus, journalist en schrijver
- Emilio Tuñón Álvarez (1959), architect
- Victoria Abril (1959), actrice
- Ana Torroja (1959), zangeres van de jaren 80-popgroep Mecano

### 1960–1969

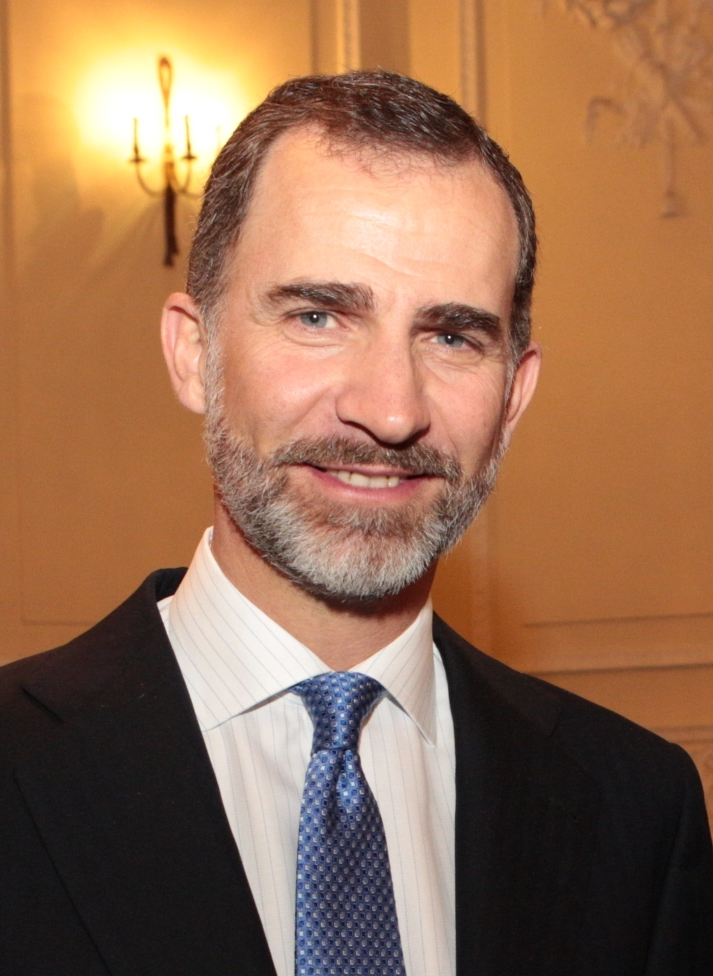
Koning Felipe VI (1968)

- Almudena Grandes Hernández (1960-2021), schrijfster
- Rafael Benítez (1960), voetbalcoach
- Carlos Sainz (1962), rallyrijder
- Emilio Butragueño (1963), voetballer
- Pedro Duque (1963), ruimtevaarder
- José Miguel González Martín (1963), voetballer
- Elena van Spanje (1963), prinses
- Quique Estebaranz (1965), voetballer
- Quique Sánchez Flores (1965), voetballer, trainer
- Manuel Sanchís (1965), voormalig voetballer
- Cristina van Spanje (1965), prinses
- Icíar Bollaín (1967) , actrice, filmregisseur en scenariste
- Ana Burgos (1967), tri- en duatlete
- José Luís Caminero (1967), voetballer, technisch directeur bij Real Valladolid
- Sebastián Losada (1967), voetballer
- Felix García Casas (1968), voormalig wielrenner
- Jesús Rollán (1968–2006), waterpoloër
- Alejandro Sanz (1968), zanger
- Felipe VI van Spanje (1968), koning van Spanje
- Fernando León de Aranoa (1968), filmregisseur en scenarioschrijver
- Carlos Aguilera (1969), voetballer
- Maribel Blanco (1969), tri- en duatlete
- Santiago Cañizares (1969), voetballer
- Antonio Carbonell (1969), zanger en liedjesschrijver
- Jesús Ángel García (1969), snelwandelaar
- Marcos Llunas (1969), zanger

### 1970–1979
- David Plaza (1970), wielrenner

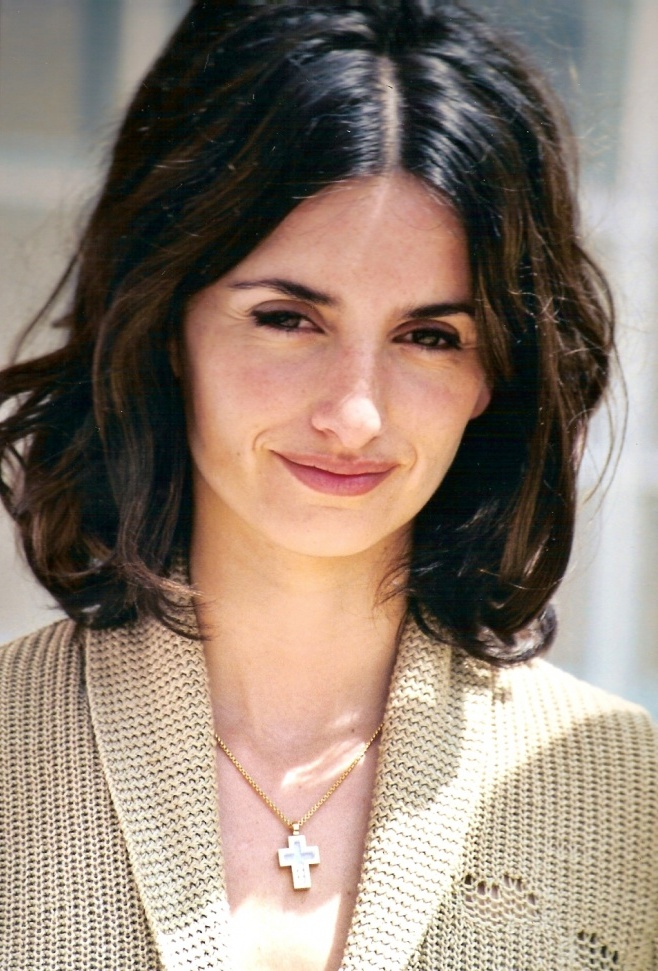
Actrice Penélope Cruz (1974)

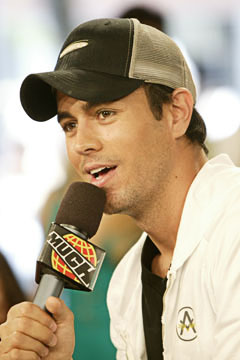
Zanger Enrique Iglesias (1975)

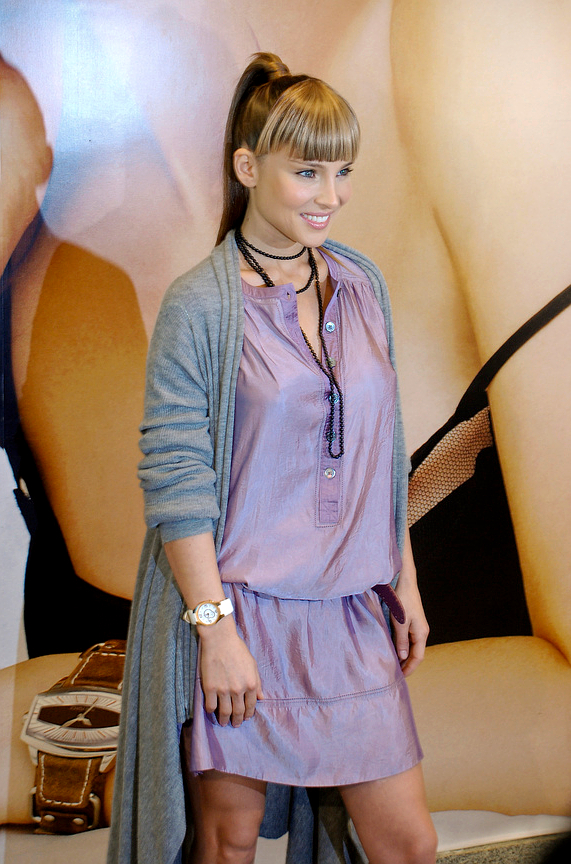
Actrice Elsa Pataky (1976)

- Fabián Roncero (1970), langeafstandsloper
- Carlos Velasco Carballo (1971), voetbalscheidsrechter
- Alberto García (1971), langeafstandsloper
- Ricardo López (1971), voetballer
- José Manuel Martínez (1971), langeafstandsloper
- Pedro Contreras (1972), voetballer
- Pedro Sánchez (1972), premier van Spanje (2018-heden) en econoom
- Virginia Ruano Pascual (1973), tennisster
- Penélope Cruz (1974), actrice
- José Antonio García Calvo (1975), voetballer
- Enrique Iglesias (1975), zanger
- Carlos Sastre (1975), wielrenner
- Jorge Ferrío (1976), wielrenner
- Francisco Javier García Guerrero (1976), voetballer
- Pablo Lastras (1976), wielrenner
- Francisco Mancebo (1976), wielrenner
- Elsa Pataky (1976), actrice
- Víctor Sánchez del Amo (1976), voetballer
- Mamen Sanz (1976), model
- Raúl González Blanco (1977), voetballer
- Pablo Iglesias Turrión (1978), hoogleraar en politicus (Podemos)
- Carlos Castaño (1979), wielrenner
- Antonio Núñez (1979), voetballer

### 1980–1989
- Álex González (1980), acteur

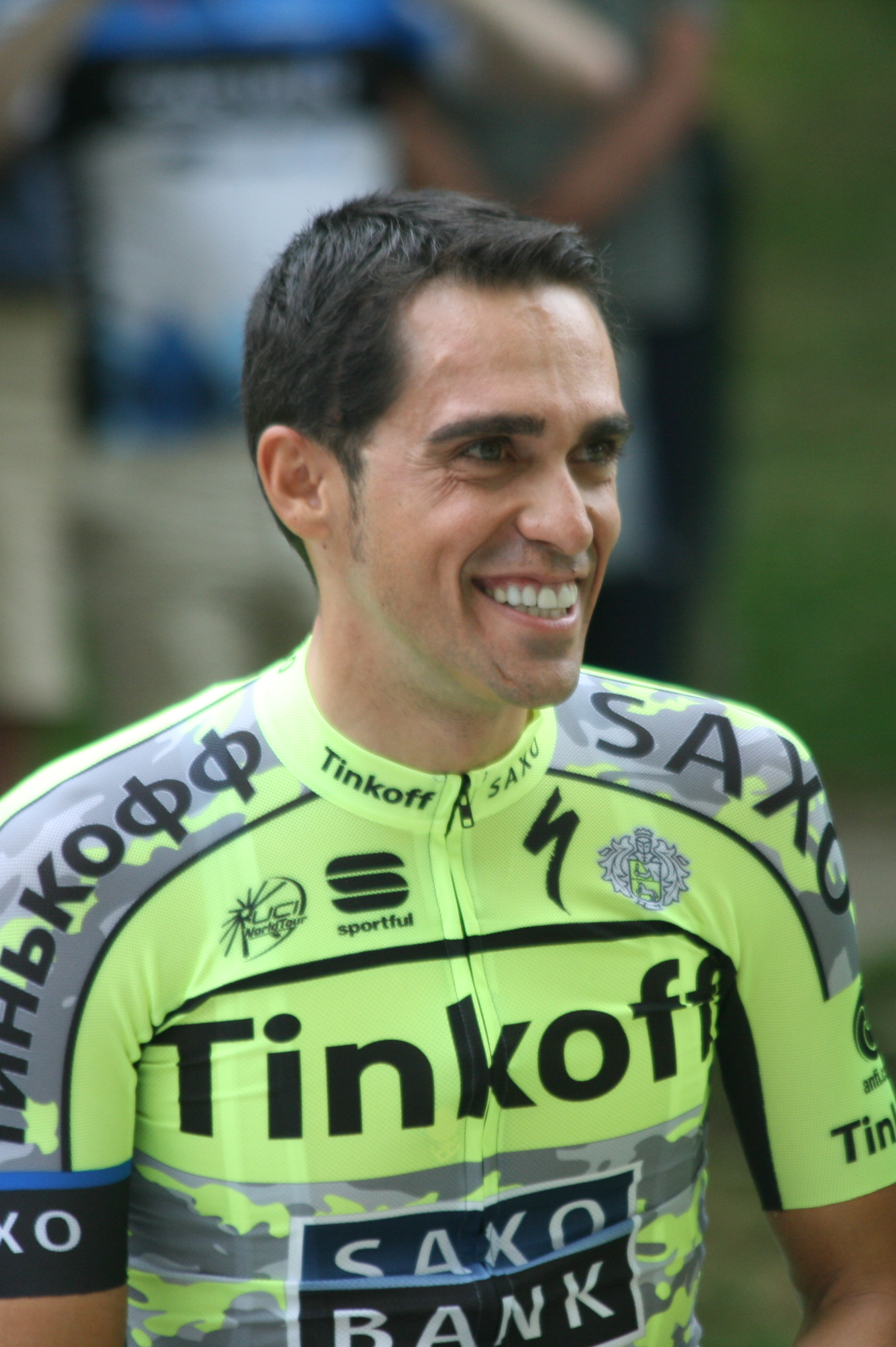
Wielrenner Alberto Contador (1982)

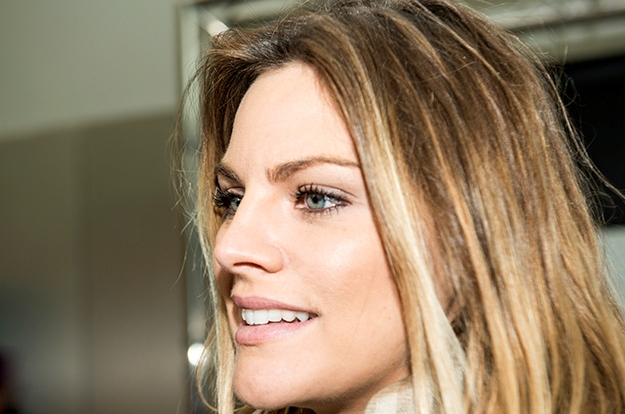
Actrice Amaia Salamanca (1986)

- Ángel David Rodríguez (1980), atleet
- Daniel Moreno (1981), wielrenner
- Alberto Contador (1982), wielrenner
- Julián López (1982), torero
- Pepe Reina (1982), voetballer
- Carlos Abellán (1983), wielrenner
- Arturo Casado (1983), langeafstandsloper
- Gabriel Fernández (1983), voetballer
- Julián Vara (1983), voetballer
- Fernando Verdasco (1983), tennisser
- Javier Arizmendi (1984), voetballer
- Alberto Fernández de la Puebla (1984), wielrenner
- José Fernando Marqués Martín (1984), voetballer
- Álvaro Negredo (1985), voetballer
- Laureano Sanabria Ruiz (1985), voetballer
- Rufino Segovia Del Burgo (1985), voetballer
- Oona Chaplin (1986), actrice
- Roberto Jiménez Gago (1986), voetballer
- Amaia Salamanca (1986), actrice
- Miguel Torres (1986), voetballer
- Antonio Adán (1987), voetballer
- Ángel Bernabé (1987), voetballer
- Esteban Granero (1987), voetballer
- José Luis Morales  (1987), voetballer
- Jorge Andújar Moreno (Coke), (1987), voetballer
- Paulita Pappel (1987), filmmaakster en scenarioschrijfster
- Mario Suárez (1987), voetballer
- Abel Azcona (1988), kunstenaar
- Alberto Bueno (1988), voetballer
- Adrián González (1988), voetballer
- Alejandro Arribas (1989), voetballer
- Jorge Casado (1989), voetballer

### 1990–1999
- Marcos Alonso (1990), voetballer
- David de Gea (1990), voetballer (doelman)
- Jennifer Hermoso (1990), voetbalster
- José Ignacio Fernández Iglesias, "Nacho" (1990), voetballer
- Óscar Plano (1991), voetballer
- Koke (1992), voetballer
- Borja Bastón (1992), voetballer
- Álvaro Morata (1992), voetballer
- Fran Sol (1992), voetballer
- Diego Llorente (1993), voetballer
- Javier Noblejas (1993), voetballer
- David Soria (1993), voetballer
- Carlos Sainz jr. (1994), autocoureur
- Nacho Monsalve (1994), voetballer
- Charlotte Vega (1994), actrice
- José León Bernal (1995), voetballer
- Marcos Llorente (1995), voetballer
- Rodrigo Hernández (1996), voetballer
- María Pedraza (1996), film- en televisieactrice
- Luis Quezada (1996), Dominicaans voetballer
- Sergio Reguilón (1996), voetballer
- Álvaro Tejero (1996), voetballer
- Achraf Hakimi (1998), Marokkaans voetballer
- Joni Montiel (1998), voetballer
- Jorge Cuenca (1999), voetballer
- Álvaro Djaló (1999), voetballer

### Vanaf 2000
- Ester Expósito (2000), actrice

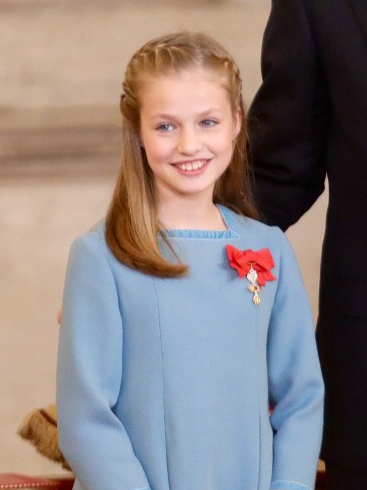
Kroonprinses Leonor van Spanje (2005)

- Rodrigo Riquelme (2000), voetballer
- Manu Sánchez, (2000), voetballer
- Sergio Camello (2001), voetballer
- Jeremy Sarmiento (2002), Ecuadoraans voetballer
- Pablo Barrios (2003), voetballer
- Javi Serrano (2003), voetballer
- Iván Fresneda (2004), voetballer
- Alejandro Garnacho (2004), Argentijns-Spaans voetballer
- Leonor van Spanje (2005), prinses
- Pablo Torres (2005), wielrenner
- Vicky López (2006), voetbalster
- Sofía van Spanje (2007), prinses

## Overleden in Madrid

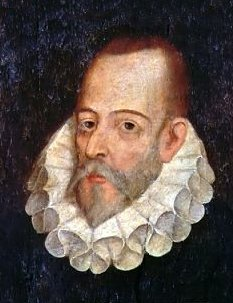
Auteur Miguel de Cervantes (1547-1616)

- Miguel de Cervantes (1547-1616), auteur